# Vámospércs
Vámospércs är en mindre stad i Ungern med 5 261 invånare (2019).

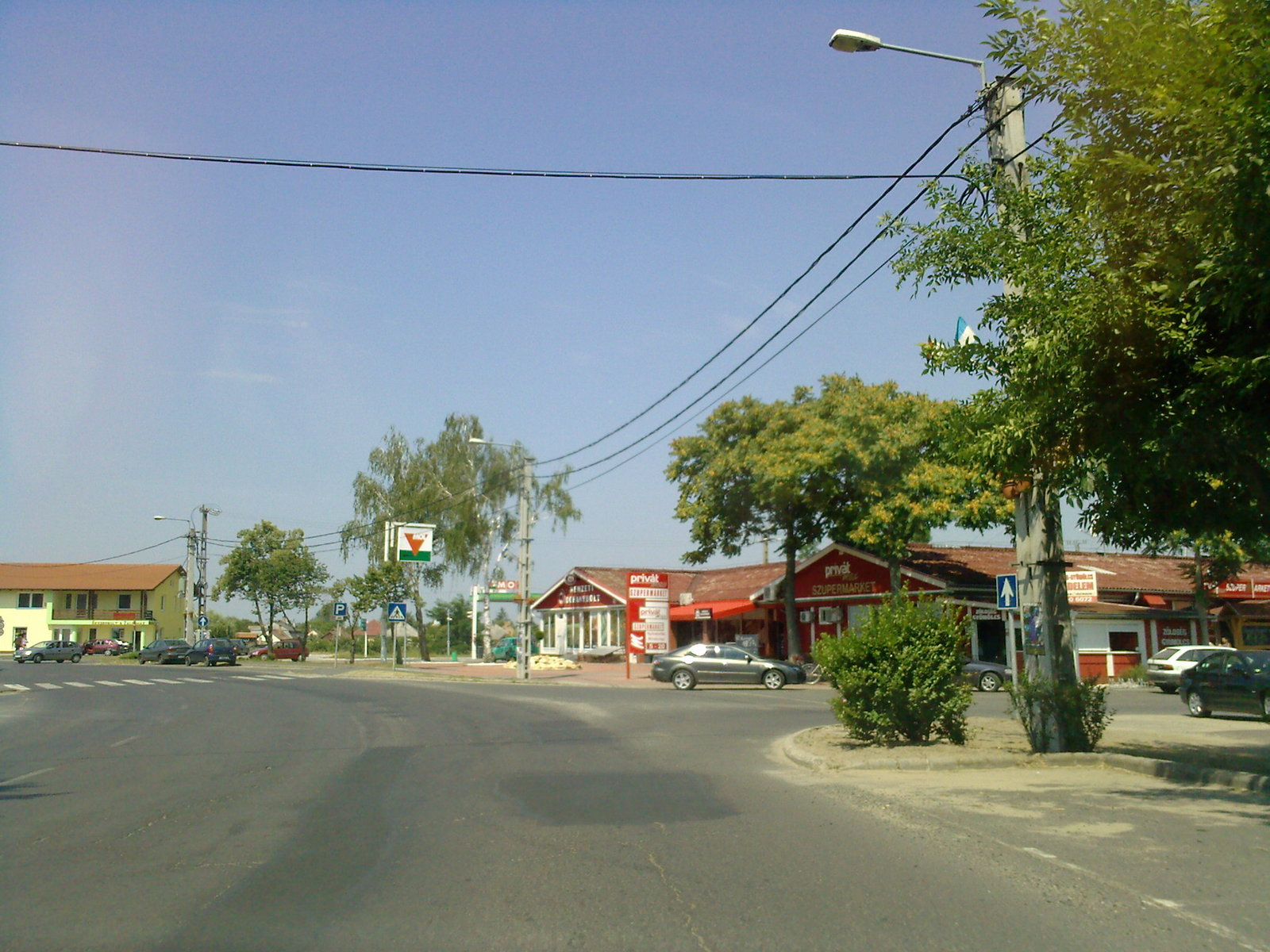
Vámospércs, 2013.